# Saint-Victor (Ardèche)
Saint-Victor ist eine französische Gemeinde mit 961 Einwohnern (Stand 1. Januar 2022) im Département Ardèche in der Region Auvergne-Rhône-Alpes (vor 2016 Rhône-Alpes). Die Gemeinde gehört zum Arrondissement Tournon-sur-Rhône und zum Kanton Haut-Vivarais.

## Geografie
Saint-Victor wird im Süden durch den Fluss Daronne begrenzt, im Norden entspringt das Flüsschen Ozon. Umgeben wird Saint-Victor von den Nachbargemeinden Préaux im Norden, Saint-Jeure-d’Ay im Norden und Nordosten, Cheminas im Nordosten, Étables im Osten, Colombier-le-Vieux im Südosten und Süden, Bozas im Süden und Südwesten, Saint-Félicien im Westen sowie Vaudevant im Westen und Nordwesten.

## Bevölkerungsentwicklung
| Jahr                       | 1962  | 1968 | 1975 | 1982 | 1990 | 1999 | 2006 | 2019 |
| Einwohner                  | 1.035 | 917  | 777  | 796  | 821  | 828  | 916  | 950  |
| Quellen: Cassini und INSEE |       |      |      |      |      |      |      |      |

## Kultur und Sehenswürdigkeiten
- Kirche Saint-Victor aus dem 19. Jahrhundert
- Kirche von Deyras
- Kapelle Notre-Dame-de-Navas
- Schlösser Pouyol, Chirol, Corsas und Mantelin

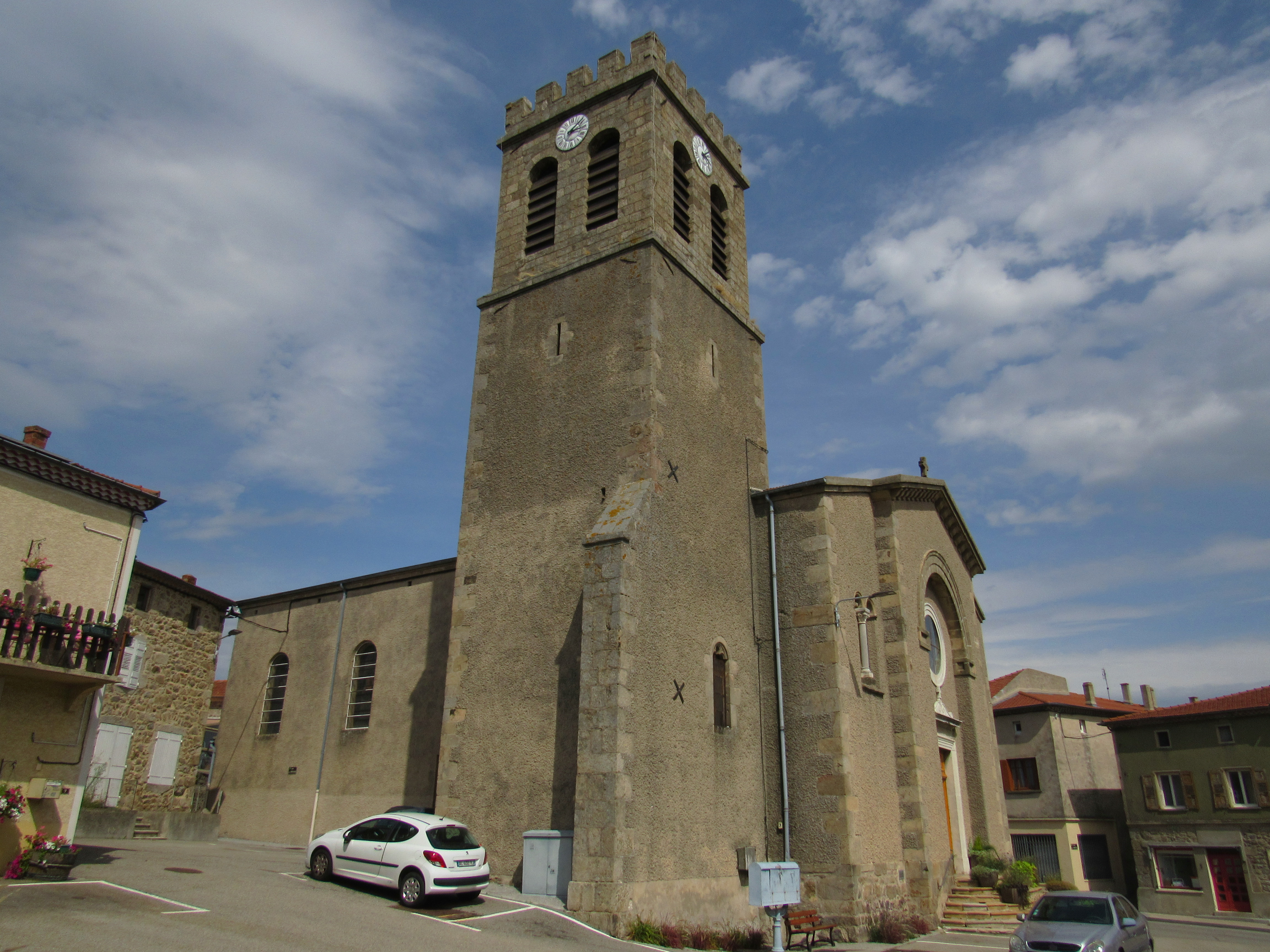
Pfarrkirche von Saint-Victor
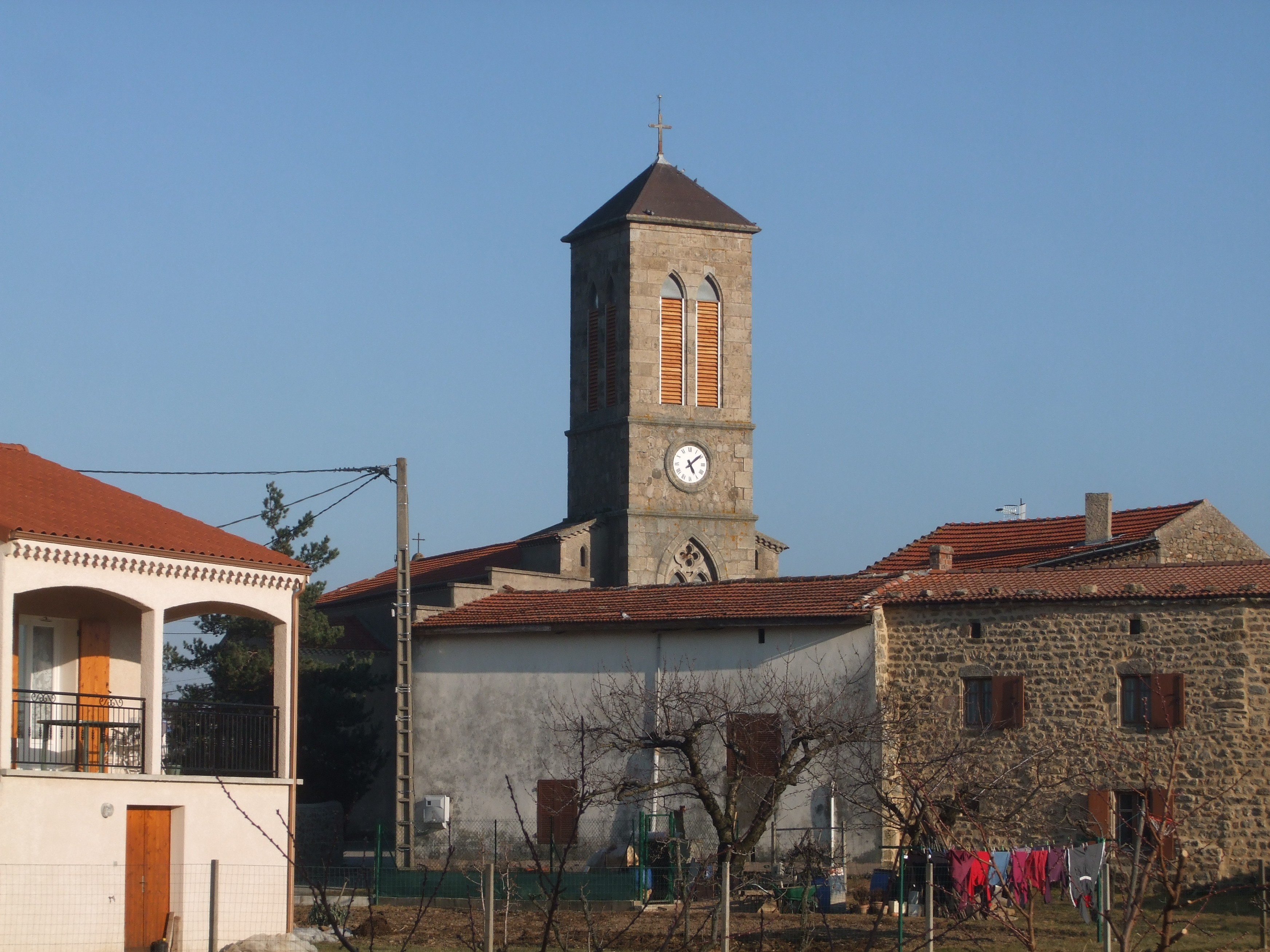
Pfarrkirche von Deyras
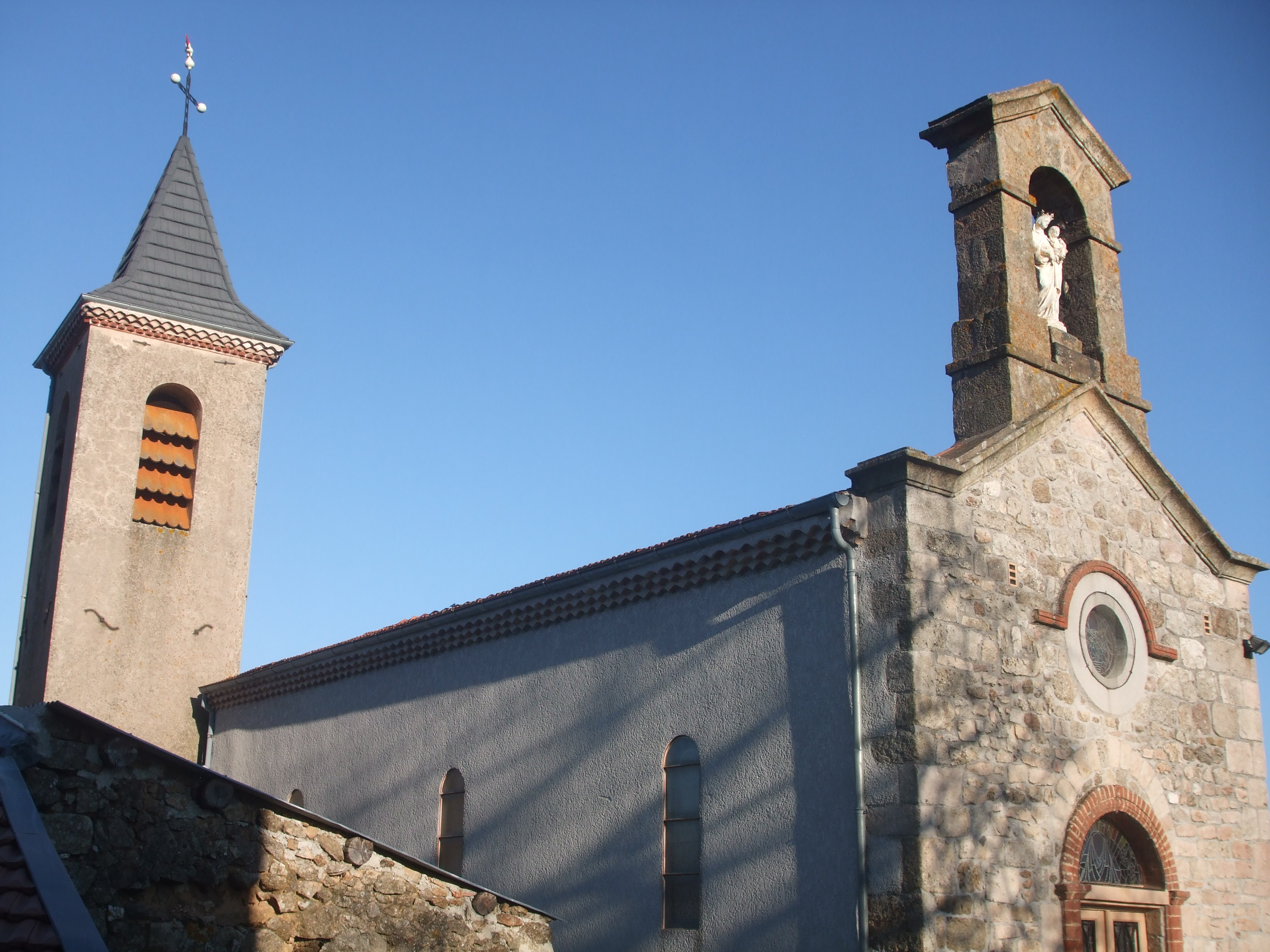
Kapelle Notre-Dame-de-Navas

## Persönlichkeiten
- Mathieu-Victor Balaïn (1828–1905), Bischof von Nizza, Erzbischof von Auch, geboren in Saint-Victor